# Echium popovii
Echium popovii är en strävbladig växtart som beskrevs av D.N. Dobrochaeva. Echium popovii ingår i släktet snokörter, och familjen strävbladiga växter. Inga underarter finns listade i Catalogue of Life.